# Marziano Ciotti
Marziano Ciotti (né le 13 août 1839 à Gradisca d'Isonzo et mort le 19 septembre 1887 à Udine) est un patriote italien du Risorgimento, membre de l'expédition des Mille de Garibaldi, rappelé par Garibaldi lui-même dans ses mémoires comme l'un des plus braves volontaires.

## Biographie
Marziano Ciotti est né à Gradisca d'Isonzo, dans l'actuelle province de Gorizia, alors sous souveraineté autrichienne et, après l'école secondaire, il rejoint la faculté de droit de l'université de Padoue où il rencontre Ippolito Nievo et devient son ami.
Il participe à la guerre d'indépendance de 1859, répondant à l'appel de Garibaldi. L'année suivante, il fait partie de l'expédition des Mille et prend part à toutes les batailles jusqu'à la victoire finale du Volturno. Sur l'Aspromonte, en 1862, il assiste Garibaldi, blessé, qui, à la tête des troupes savoyardes tentait de prendre Rome. Il participe au Moti del Friuli de 1864 (le dernier du Risorgimento mazzinien). Il a combattu à Bezzecca lors de la troisième guerre d'Indépendance italienne. Lors de la tentative pour la libération de Rome en 1867, Garibaldi lui a écrit la lettre suivante:
Marziano Ciotti suivit Garibaldi en France lors de la guerre franco-prussienne de 1870 à la suite de laquelle il a été décoré de la Légion d'honneur.
Par fidélité à l'esprit garibaldien il a toujours refusé d'entrer dans l'armée régulière.
Il passa le reste de ses jours à Montereale. En 1887 il s'est suicidé à Udine en se jetant dans le canal Ledra, après avoir recommandé à ses amis patriotes, dans une lettre qui a été trouvée sur lui, l'éducation de ses enfants.

## Source
- (it) Cet article est partiellement ou en totalité issu de l’article de Wikipédia en italien intitulé « Marziano Ciotti » (voir la liste des auteurs).